# Tony Jackson (baloncestista de 1942)
Anthony B. «Tony» Jackson (Brooklyn, Nueva York, 7 de noviembre de 1942-ibíd., 28 de octubre de 2005) fue un jugador de baloncesto estadounidense que disputó dos temporadas en la ABA y otras dos en la ABL. Con 1,93 metros de estatura, lo hacía en la posición de base.

## Trayectoria deportiva

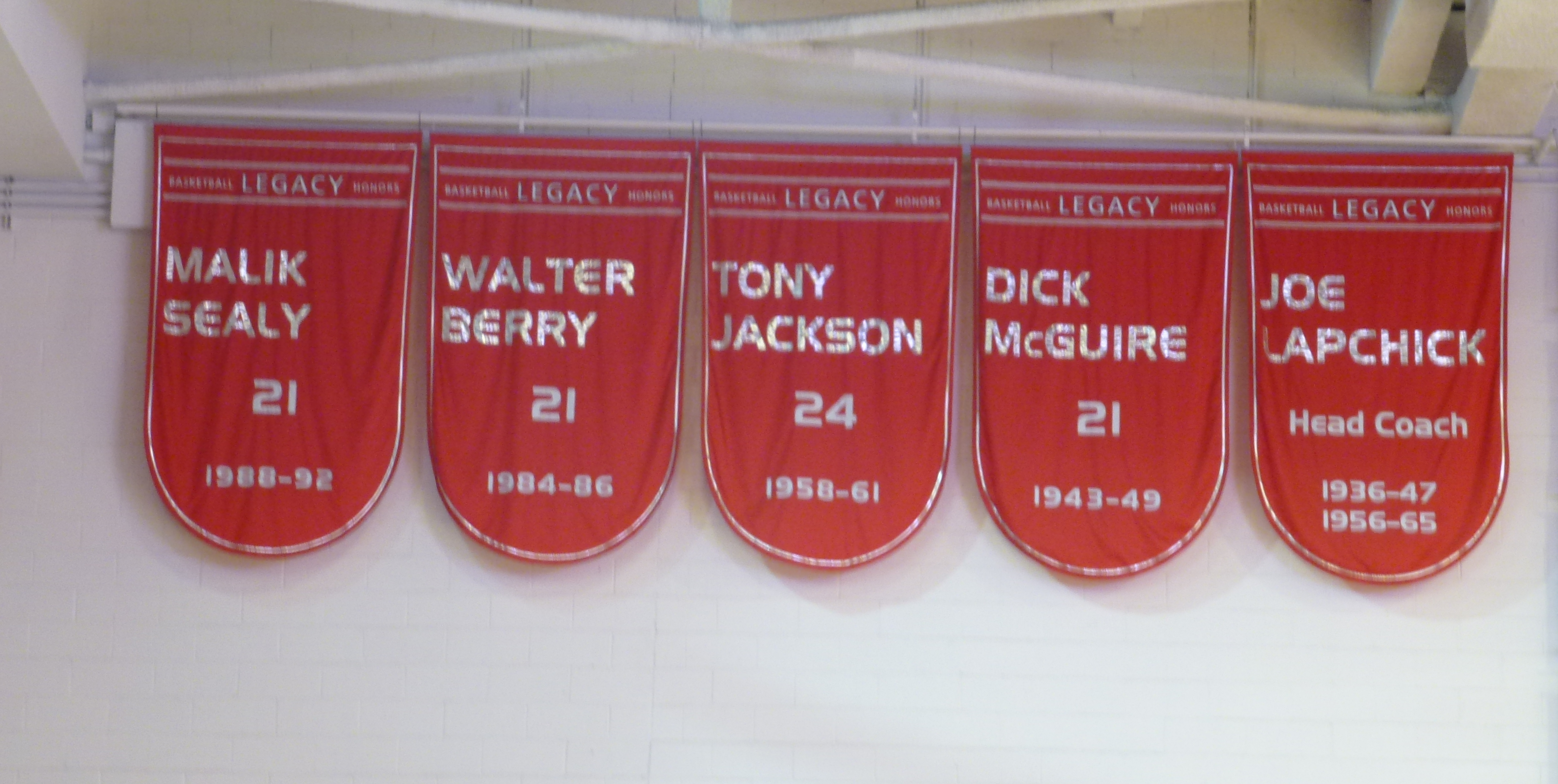
El número 24 de Tony Jackson, retirado por St. John's.

### Universidad
Jugó durante cuatro temporadas con los Red Storm de la Universidad St. John's, en las que promedió 21,4 puntos y 13,3 rebotes por partido. Fue el principal artífice del triunfo de su equipo en el NIT de 1959, torneo en el que sería elegido mejor jugador.
Fue incluido en el mejor quinteto All-American en 1960 y en el segundo al año siguiente. Ese mismo año sería galardonado con el Premio Haggerty como mejor jugador del área metropolitana de Nueva York.

### Profesional
Fue elegido en la vigésimo cuarta posición del Draft de la NBA de 1961 por New York Knicks, pero se vio envuelto en un asunto de amaño de apuestas deportivas, por lo que el Comisionado de la liga, Maurice Podoloff, vetó su participación de por vida junto a otros jugadores como Connie Hawkins o Doug Moe. Tuvo que jugar en la efímera ABL durante los dos años que duró la competición, en los que promedió 17,4 puntos por partido, el octavo mejor de la competición, siendo elegido en el segundo mejor quinteto en la única temporada completa de la misma.
No volvió a jugar como profesional hasta 1967, año en el que se inauguró la American Basketball Association, fichando por los New Jersey Americans. Allí promedió en su primera temporada 19,4 puntos y 6,8 rebotes por partido, que le valieron para disputar el All-Star Game, en el que jugó 12 minutos con el equipo del Este, anotando 4 puntos.
Al año siguiente, ya con el equipo convertido en los New York Nets, jugó 3 partidos antes de ser traspasado a Minnesota Pipers, donde sólo jugó un encuentro, y posteriormente a Houston Mavericks, donde jugaría su última temporada como profesional, promediando 12,5 puntos y 4,0 rebotes.

## Estadísticas de su carrera en la ABA

### Temporada regular
| Temporada | Edad | Equipo               | Liga | P   | TIT | MIN  | TC  | TCA  | %TC  | 3P  | 3PA | %3P  | TL  | TLA | %TL   | R.OF. | R.DEF. | REB | ASIS | ROB | TAP | PER | FP  | PTS  |
| 1967-68   | 25   | New Jersey Americans | ABA  | 74  |     | 35.6 | 6.1 | 15.8 | .383 | 1.2 | 4.1 | .301 | 6.1 | 7.3 | .829  |       |        | 6.8 | 1.9  |     |     | 1.9 | 2.5 | 19.4 |
| 1968-69   | 26   | TOTAL                | ABA  | 64  |     | 22.7 | 3.3 | 9.2  | .357 | 0.5 | 2.3 | .221 | 4.7 | 5.3 | .887  | 1.6   | 2.2    | 3.8 | 2.2  |     |     | 2.4 | 2.3 | 11.7 |
| 1968-69   | 26   | New York Nets        | ABA  | 3   |     | 6.7  | 0.0 | 1.0  | .000 | 0.0 | 0.0 |      | 0.3 | 0.3 | 1.000 | 0.0   | 1.0    | 1.0 | 0.0  |     |     | 0.0 | 0.7 | 0.3  |
| 1968-69   | 26   | Minnesota Pipers     | ABA  | 1   |     | 10.0 | 0.0 | 2.0  | .000 | 0.0 | 0.0 |      | 0.0 | 0.0 |       | 1.0   | 0.0    | 1.0 | 1.0  |     |     | 0.0 | 2.0 | 0.0  |
| 1968-69   | 26   | Houston Mavericks    | ABA  | 60  |     | 23.7 | 3.5 | 9.7  | .360 | 0.5 | 2.4 | .221 | 5.0 | 5.6 | .887  | 1.7   | 2.3    | 4.0 | 2.3  |     |     | 2.5 | 2.4 | 12.5 |
| Total     |      |                      | ABA  | 138 |     | 29.6 | 4.8 | 12.7 | .375 | 0.9 | 3.2 | .275 | 5.4 | 6.4 | .851  | 1.6   | 2.2    | 5.4 | 2.0  |     |     | 2.1 | 2.4 | 15.9 |